# Кригер, Андрей Германович
Андрей Германович Кригер (род. 30 октября 1951 года, Москва) — советский и российский учёный-хирург, доктор медицинских наук, профессор, действительный член Российской академии медико-технических наук, лауреат премии Правительства Российской Федерации в области науки и техники (2015).

## Биография
Андрей Германович Кригер родился 30 октября 1951 года в Москве. В 1975 году окончил 2-й Московский ордена Ленина медицинский институт имени Н. И. Пирогова, после чего вплоть до 2006 года работал в том же институте, пройдя путь от старшего лаборанта до профессора кафедры хирургии. За годы работы в институте занимался практической и педагогической работой, посвященной неотложной хирургии органов брюшной полости.
В 1979 году защитил кандидатскую диссертацию на тему «Нарушения микроциркуляции крови и некоторых параметров центральной гемодинамики при остром панкреатите и их коррекция», в 1990 году — докторскую диссертацию на тему «Анаэробный неклостридиальный перитонит».
С начала 1980-х годов активно занимался разработкой методов экстракорпоральной детоксикации под руководством академика Ю. М. Лопухина, а затем — лечением перитонита с применением метода многократных ревизий и санаций брюшной полости. Последующая научная и практическая деятельность была связана с освоением и внедрением лапароскопических методов выполнения операций при острых заболеваниях органов брюшной полости.
В 1991 году ему было присвоено звание доцента, в 1994 году — профессора кафедры экспериментальной и клинической хирургии.
В 2001 году он был избран действительным членом Российской академии медико-технических наук.
В 2006 году, по приглашению академика В. Д. Фёдорова, А. Г. Кригер перешёл на работу в Национальный медицинский исследовательский центр хирургии имени А. В. Вишневского, где возглавил отделение абдоминальной хирургии, которым заведовал до февраля 2022 года. Основным направлением работы стала разработка тактики хирургического лечения больных хроническим панкреатитом, опухолями поджелудочной железы, неорганными забрюшинными опухолями, несформированными тонкокишечными свищами.
Читает курс лекций, посвящённых хирургии поджелудочной железы на кафедре неотложной и общей хирургии имени профессора А. С. Ермолова в Российской медицинской академии непрерывного профессионального образования.
Одним из первых в России начал выполнять операции с использованием роботического комплекса da Vinci при заболеваниях органов брюшной полости. В 2010 году выполнил первую в России робот-ассистированную панкреатодуоденальную и дистальную резекции поджелудочной железы, дуоденумпанкреатэктомию, резекцию двенадцатиперстной кишки, удаление неорганных забрюшинных опухолей.
Под руководством А. Г. Кригера защищены 2 докторских и 15 кандидатских диссертаций.
В апреле 2021 года вышел документальный фильм «Хирургия высокого риска», посвящённый В. Д. Фёдорову, А. Г. Кригеру и их ученикам.
С 2022 года является главным научным сотрудником в ФГБУ «Российский научный центр рентгенорадиологии» Министерства здравоохранения Российской Федерации.

## Научная деятельность
Основным научным направлением работы А. Г. Кригера является оптимизация хирургического лечения больных хроническим панкреатитом и опухолями поджелудочной железы: разработка способов прогнозирования и профилактики осложнений после резекционных операций на этом органе.
Также А. Г. Кригером создана концепция двухэтапного лечения несформированных кишечных свищей.
Является членом правлений Российского общества хирургов и Российской ассоциации эндоскопической хирургии, Ассоциации хирургов гепатологов стран СНГ, обществ эндоскопической хирургии. Входит в состав редакционных советов журналов «Хирургия. Журнал им. Н. И. Пирогова», «Анналы хирургической гепатологии».
Регулярно принимает участие в качестве модератора на форумах, посвященных хирургическим заболеваниям поджелудочной железы в России и за рубежом.
Автор более 400 научных публикаций, в том числе 7 монографий и 4 учебников.
Под руководством А. Г. Кригера созданы национальные клинические рекомендации «Хирургическое лечение осложнений хронического панкреатита».

### Основные научные публикации
- Кригер А. Г., Фаллер А. П. Лапароскопические операции в неотложной хирургии.— М., 1997. — 152 с.
- Кригер А. Г., Фёдоров А. В., Воскресенский П. К., Дронов А. Ф. Острый аппендицит. — М.: Медпрактика-М, 2002. — 244 с. — ISBN 978-5-901654-11-0.
- Самойлов М. В., Кригер А. Г., Воскресенский П. К. Холецистит. Желчнокаменная болезнь. Холедохолитиаз: клинико-анатомические сопоставления, диагностика и тактика лечения. — М.: Наука, 2006. — 68 с. — ISBN 5-02-035885-1.
- Кригер А. Г., Берелавичус С. В. Робот-ассистированные операции в абдоминальной хирургии. — М.: Медпрактика-М, 2017. — 130 с. — ISBN 978-5-98803-375-2.
- Кригер А. Г., Фёдоров А. В., Воскресенский П. К., Сажин А. В. Аппендицит. — М.: Медпрактика, 2018. — 255 с. — ISBN 978-5-98803-399-8.
- Кригер А. Г., Кармазановский Г. Г., Маринова Л. А. Диагностика и тактика хирургического лечения осложнений хронического панкреатита. — М., 2018. — 32 с. — ISBN 978-5-98862-465-3.
- Кригер А. Г., Аляутдинов Р. Р., Ахтанин Е. А., Берелавичус С. В. Комплексное лечение кишечных свищей. — М., 2019. — 66 с. — ISBN 978-5-98862-462-2.
- Кригер А. Г., Амосова Е. Л., Ахтанин Е. А., Берелавичус С. В. Нейроэндокринные опухоли поджелудочной железы. Диагностика и хирургическое лечение. — М.: Графика-Сервис, 2019. — 82 с. — ISBN 978-5-98862-485-1.
- Кригер А. Г., Кармазановский Г. Г., Ахтанин Е. А., Берелавичус С. В., Ветшева Н. Н. Диагностика и хирургическое лечение кистозных опухолей поджелудочной. — М., 2019. — 54 с. — ISBN 978-5-98862-466-0.
- Кригер А. Г. Хирургическая панкреатология. — М.: РИА «Внешторгиздат», 2021. — 332 с.

## Награды
- 2009 — Благодарность президента Российской Федерации за высокий профессионализм в организации и оказании лечебно-профилактической помощи;[14]
- 2015 — Премия Правительства Российской Федерации в области науки и техники за разработку методов хирургического лечения хронического панкреатита;[15]
- 2017 — Премия Правительства Москвы в области медицины за создание концепции малотравматичной хирургии гормональных опухолей.[16]

## Семья
Отец — Герман Абрамович Кригер (1923—1985), профессор кафедры уголовного права юридического факультета МГУ им. М.В. Ломоносова. Мать — Галина Лукинична Кригер (1928—2010), старший научный сотрудник Института государства и права АН СССР.
Женат. Двое детей: старший сын Павел (погиб в 2021) — кандидат медицинских наук, работал в МОНИКИ, был главным внештатным торакальным хирургом Московской области; младший сын Антон — кандидат экономических наук, работает старшим партнером в консалтинговой компании "Партнеры в эффективности".